# Lispocephala philydra
Lispocephala philydra este o specie de muște din genul Lispocephala, familia Muscidae, descrisă de Hardy în anul 1981. Conform Catalogue of Life specia Lispocephala philydra nu are subspecii cunoscute.